# Червона королева (серіал, 2015)
«Червóна королéва» – україно-російська гостросюжетна мелодрама 2015 року. Сюжет фільму заснований на деяких фактах з біографії відомої радянської моделі Регіни Збарської. 

## Сюжет
1954 рік. У глибокій провінції живе родина Колеснікових. Микола — інвалід Другої світової війни, в минулому герой, а нині чоботар-алкоголік, його дружина Дарія — прибиральниця та їхня донька Зоя.
Скоро випускний. Звичайна побутова сварка закінчується трагедією — захищаючи матір від побоїв батька, Зоя наносить йому смертельний удар. Усю провину доньки бере на себе матір, яка сідає у в'язницю на 12 років. Від Зої відвертаються усі друзі, та навіть її хлопець, який обіцяв одружитися з нею. На дівчину всі тикають пальцем, називають «донькою вбивці», і вона, не витримавши цькування, змінює ім'я на «Регіна» та їде підкорювати Москву. 
Випадок в парку зводить її з пенсіонеркою Августою Леонтьєвною, яка дозволяє дівчині пожити в неї. Вона навчає її французькій мові, манерам, правилам етикету та знайомить зі своїм онуком – Володею. Між молодими людьми виникає симпатія, яка обіцяє перерости в дещо більше. Але Володя, який працює в КДБ, від'їжджає. Регіна, яка виявилася вагітною, наважується на аборт.
Пізніше дівчина вступає на економічний факультет ВДІК та з головою занурюється в нове життя.
Проходячи практику на кіностудії перед завершенням інституту, Регіна розуміє, що реальність надто далека від того, про що вона мріяла. У Москву приїжджає Крістіан Діор з колекцією одягу, в черзі на який Колеснікова вперше зустрічає відомого московського художника Лева Барського. За допомогою своєї нової подруги Світлани Регіна намагається познайомитися та сподобатися Барському, але усвідомлює, що на фоні «золотої молоді» виглядає «сірою мишкою». У пошуках себе та можливості виглядати на рівні Регіна приймає пропозицію художниці-модельєрки Дому Мод Віри Аралової та стає моделлю.
1959 рік. Генеральна лінія партії змінюється, оголошується нова установка – показати успіхи СРСР в області легкої промисловості та моди. Готується показ мод в Парижі.
Віра Аралова робить ставку на Регіну як на головну модель, обличчя Дому мод та всієї країни. Але обставини складаються проти дівчини — через те, що колись вона була виключена з комсомолу, її не беруть до Парижа. Але неочікуване відвідування Микитою Хрущовим репетиції показу та фраза Регіни про «кузькіну матір» забезпечують їй квиток до Парижа.
Показ мод радянської делегації справляє справжній фурор в усьому світі. Більше за все поціновувачам мод сподобалися жіночі чоботи з блискавкою, розроблені Араловою та блискуче показані Регіною. Обкладинки західної преси заповнюються фотографіями моделі. Знаючи французьку та англійську мови, Колеснікова вільно спілкується з іноземними журналістами, дає інтерв'ю. Там її називають «Найкрасивішою зброєю Кремля».
Одного вечора в Парижі подруга Регіни, модель Марина Дунаєва, дізнається, що в неї закохався француз Едмон Ротшильд — молодий мільйонер-винороб. Він хоче показати дівчині Париж, і Марина з Регіною вилазять через вікно готелю, щоб зустрітися з хлопцем. Марина їде з ним, а Регіна йде гуляти Парижем. Під час прогулянки вона випадково зустрічає Володю. Вони розмовляють в номері готелю, який винаймав Володя, а потім Регіна повертається до свого готелю.
Едмон робить Марині пропозицію руки та серця та пропонує їй переїхати до нього у Францію. Про їхні плани дізнається начальниця відділу кадрів Калерія Кузьмінічна та КДБ, і з жінками проводять бесіду, схиляючи їх до співпраці. Регіна відмовляється, а Марина, яка вважає себе винною, погоджується писати доноси на своїх подруг. Втім одного разу слідчий КДБ ґвалтує Дунаєву прямо перед її весіллям з Едмоном, після чого вона скоює самогубство, стрибаючи з мосту.
А тим часом краса, розум та характер Регіни дозволяють їй завоювати серце Лева Барського, і вони одружуються. Вона стає музою художника, і наступні кілька років вони живуть душа в душу. А вечорами в своїй майстерні він влаштовує вечірки, які часто відвідують іноземні дипломати та бізнесмени.
Через деякий час Регіна дізнається, що коханий їй зраджує. У Барського знаходять іноземну валюту. Він вибачається перед Регіною та пропонує почати все спочатку, вона погоджується. Йому загрожує в'язниця. Регіна вимушена співпрацювати з КДБ та зустрічатися з британським дипломатом, який закоханий в неї, а потім писати листи зі змістом їхніх бесід. Регіна, яка вже не витримує постійних зустрічей з чоловіком, звертається до Володимира — члена КДБ, з проханням вирішити ситуацію. Він допомагає їй.
На волю з в'язниці вийшла мати Регіни — Дарія. Вона розшукала доньку та хоче з нею поговорити, але Регіна, не очікувавши такої зустрічі, тим паче на вулиці, у присутності Лева та британського дипломата, сідає в машину та їде від матері. Вона відчуває провину за це і вирішує розшукати матір, вибачитися перед нею та поговорити. Але Регіна дізнається, що наступного ранку після їхньої зустрічі мати померла. Регіна вибачається перед нею вже на цвинтарі.
Останнім часом жінка стикається з нервовими зривами, Лев дає їй антидепресанти. Останньою краплею стає вагітність Регіни — Лев не приймає цю дитину, думаючи, що вона не від нього, і наполягає на аборті. Через стрес та чергову сварку з Левом в Регіни відбувається викидень. А пізніше Лев пропонує їй розлучитися. У Регіни починається важка депресія, вона намагається вкоротити собі віку. Жінку рятують, вона потрапляє до психіатричної лікарні, звідки їй допомагає вибратися Володя.
Регіна та Лев розлучаються, жінка переїздить з Володею до Ленінграду. Вони починають щасливо жити разом, але ніяк не можуть завести дитину. Пізніше виявляється, що Регіна безплідна. Вважаючи себе не гідною життя з Володею, вона повертається в Москву та планує повернутися на подіум, який покинула деякий час тому. Однак її час вже пройшов, краса зів'яла, і на подіумі вона більше нікому не потрібна.
Під час чергової спроби суїциду до Регіни приїжджає Володя та рятує її. Він обіцяє, що після останнього відрядження залишить службу та переїде до неї. Регіна обіцяє дочекатися його, але знову стикається з депресією та потрапляє до психіатричної лікарні. 
Вийшовши з неї самостійно, Регіна налаштована повернутися в Дім моделей, але її беруть туди лише прибиральницею. В той же час вона стикається з галюцинаціями, в яких бачить рідну матір, яка засуджує її. Єдине, що дає Регіні можливість не збожеволіти, це її обіцянка дочекатися Володю. Але коли той гине за кордоном, більше нічого не тримає жінку на цьому світі: вона робить собі зачіску, макіяж, надягає сукню, яку їй колись подарувала Августа Леонтьєвна, та закінчує життя самогубством.

## У ролях
- Ксенія Лук'янчикова — Регіна (справжнє ім'я – Зоя) Миколаївна Колеснікова, після шлюбу — Барська. Відома радянська модель (прототип — модель Регіна Збарська, озвучила Олена Калініна).
- Артем Ткаченко – Лев Борисович Барський, художник (прототип — художник Фелікс-Лев Збарський).
- Анатолій Руденко — Володимир Петрович Лавров, агент КДБ, онук Августи Леонтьєвни.
- Лариса Домаскіна — Дарія Тихонівна Колеснікова, мати Регіни.
- Олена Морозова — Віра Іпполітівна Аралова, художниця-модельєрка Дому мод (прототип — модельєрка Віра Аралова).
- Тетяна Орлова — Калерія Кузьмінічна Жук, начальниця відділу кадрів.
- Яніна Студіліна — Тата Смірнова, колишня подруга Регіни з університету.
- Ада Роговцева — Августа Леонтьєвна Флоринська, бабуся Володі.
- Анна Здор — Валентина Захарівна Юдіна, модель, подруга Регіни.
- Девід Еванс — Генрі Аттвуд, британський дипломат, закоханий в Регіну.
- Ганна Сагайдачна — Марина Петрівна Дунаєва, модель, подруга Регіни (прототип — модель Марина Дівлева).
- Анастасія Євграфова — Таша Єфімова, модель.
- Наталія Височанська — Ліля Маслакаєва, модель.
- Сергій Бачурський — Микола Миколайович Рогальський, директор Дому мод.
- Валерій Баринов — Тихон Кіндратович, партапаратник Мінлегпрома.
- Галина Петрова — Лілія Юріївна, сусідка Аралової (прототип — поетеса Ліля Брік).
- Борис Щербаков — Петро Лавров, батько Володимира.
- Бастієн Угетто — Едмон Ротшильд, молодий мільйонер з Франції, закоханий в Марину (прототип — один із племінників Джона Девінсона Рокфеллера).
- Олег Васильков — слідчий КДБ.
- Ганна Цуканова-Котт — Світлана, працівниця на кіностудії.
- Олеся Пухова — Віра Гладишева, головна конструкторка Дому мод.
- Марія Фоміна — Міла Романовська, модель (прототипи — моделі Міла Романовська та Галина Міловська).
- Юлія Гершаннік — Іда, сусідка Регіни, студентка.
- Денис Воронцов — Гарік, студент.
- Віктор Стороженко — Джеймс Паттерсон, син Аралової.
- Василь Циганцов — модельєр Славко (прототип — модельєр В'ячеслав Зайцев).
- Іван Жвакін — Льончик.
- Шухрат Іргашаєв — Усманов.
- Зафар Аскаров — помічник Усманова.
- Олена Фатюшина — Дора Сергіївна, швачка.
- Зінаїда Зубкова — Нікандрівна.
- Павло Харланчук‐Южаков — Гриша.
- Ганна Васильєва — Надя, художниця-модельєрка.
- Ганна Маланкіна — мистецтвознавиця.
- Дарія Семенова — Лора Барська, перша дружина Барського.
- Сергій Баталов — Семен Силан, сусід Августи Леонтьєвни.
- Володимир Скорик — Юрко.
- Ганна Кисель — Клавдія Петрівна, начальниця планового відділу.
- Олена Акульонок — Неллі Сергіївна, художня керівниця Дому мод.
- В'ячеслав Павлють — Микола Степанович Колесніков, батько Регіни.
- Анатолій Голуб — чиновник.
- Леонід Улащенко — чиновник.
- Володимир Чуприков — перший секретар ЦК КПРС Микита Сергійович Хрущов.
- Сергій Чуб — естрадний співак Валерій Ободзинський.

## Епізоди
| № серії | Опис серії | Тривалість     |
| ------- | --- | -------------- |
| 1       | Вологда, 1954 рік. Родина Колеснікових живе вкрай бідно, але матір намагається забезпечити хоча б необхідним свою єдину доньку Зою. У 11-класниці та відмінниці Зої скоро випускний, матір замовляє для неї сукню. Приміряючи сукню, стара Нікандрівна пропонує Зої поворожити та дізнатися майбутнє. На картах випадає дама треф, на якій написано Регіна. Стара пояснює, що Регіна — це Зоя, а також що Регіна значить «королева». Але побачивши, які карти пішли далі, стара припиняє ворожіння і йде, нічого не сказавши. Додому повертається п'яний батько Зої, починається сварка, яка переходить у бійку, в ході якої, захищаючи матір, Зоя наносить батькові смертельний удар. Матір бере провину Зої на себе і сідає у в'язницю. Зоя, яку усі називають «донькою вбивці», не витримує цькування від містян і свого коханого, змінює ім'я на Регіну і їде до Москви з надією почати нове життя. | 51 хв. 18 сек. |
| 2       | У Москві Регіна знайомиться з інтелігенткою Августою Леонтьєвною та її онуком Володимиром. Регіна вступає до ВДІКу, починає вивчати французьку мову та правила етикету. Вона швидко звикає до нового життя: навчається, живе в гуртожитку, знаходить подругу Тату. Але про свою родину і минуле нікому не розповідає. Неочікувано з відрядження повертається онук Августи Леонтьєвни Володимир. Між ним з Регіною відбувається відверта розмова, а незабаром вони розуміють, що закохалися одне в одного. Але чоловік знову їде, перевізши Регіну жити до Августи Леонтьєвни. Регіна не розуміє, куди так часто їздить Володя, але потім Августа пояснює їй, що він, як і його батько Петро, — чекіст. Тим часом Регіна дізнається, що вагітна, і бажає повідомити радісну звістку Володі, але його батько наполягає на аборті, оскільки вважає, що сім'я та дитина зіпсують синові кар'єру. Спочатку Регіна намагається самотужки зірвати вагітність, але пізніше все ж наважується на аборт. | 54 хв. 1 сек.  |
| 3       | Регіна переїжджає від Августи Леонтьєвни до гуртожитку, адже в оселі Августи все нагадує їй про Володю. Одного разу разом з Татою вона йде на танці, де дружинники влаштовують облаву на ненависних стиляг, внаслідок чого Регіна потрапляє до міліції, до того ж з підрізаним волоссям. В камері вона знайомиться з хлопцем Джеймсом, який виявляється сином модельєрки Віри Аралової. Аралова помічає красу Регіни і пропонує їй стати моделлю, але Регіна має інші плани на життя і відмовляється від пропозиції. Натомість вона влаштовується практиканткою до кіностудії. Через випадок з міліцією Колеснікову виключають з комсомолу; більше того, виключення Регіни підтримала її подруга Тата. | 52 хв. 37 сек. |
| 4       | У Москві ажіотаж — з модним показом приїжджає паризький дім моди «Крістіан Діор». А Регіна ніяк не може забути скороминущу зустріч з красенем-художником Левом Барським. Вона хоче підкорити його серце і звертається за допомогою до своєї знайомої з кіностудії Світлани, яка може допомогти їй зустрітися з Барським. Регіна починає вивчати живопис та графіку, думаючи, що інтелект допоможе їй сподобатися чоловіку. Але знайомство виявляється невдалим. На ринку Регіна спостерігає за фотосесією паризьких моделей і знову чує компліменти про свою зовнішність — цього разу від фотографа. Урешті вона все ж вирішує змінити своє життя та приходить до Аралової в Дім моделей. На Регіну чекають нова робота, нові знайомства, нова зачістка, гарний та стильний одяг. | 53 хв. 33 сек. |
| 5       | У гостях у Віри Аралової Регіна знайомиться з Лілею Брік, яка радить їй, як зацікавити та закохати в себе такого чоловіка, як Лев Барський. Тим часом Віра пропонує Регіні взяти участь у першому показі, що стає її тріумфом. Леву Барському сподобалася Регіна, він пропонує їй провести частину вечора разом, але Регіна, пам'ятаючи поради Лілі, відмовляється. За ставленням Лева до Регіни з заздрістю спостерігає модель Ліля Маслакаєва, і жаліється на Колеснікову начальниці відділу кадрів Калерії Кузьмінічній. А Лев все одно всіляко намагається привернути увагу Регіни та запрошує її на різні заходи. Але дівчина не хоче бути черговою лялькою для Барського і пропонує йому одружитися з нею. А тим часом Всесоюзний Дім моделей запрошують на показ у Париж. Залишилося лише обрати моделей, які будуть представляти Радянський союз у Франції. Кого з них оберуть, якщо місць всього чотири? | 55 хв. 10 сек. |
| 6       | Дім моделей готується до модного показу в Парижі. У списках моделей, які представлятимуть Радянський Союз, немає Регіни, але зустріч з Микитою Хрущовим та фраза Регіни про «кузькину матір» забезпечують їй квиток у столицю моди, і вона їде туди замість Лілі Маслакаєвої. Віра Аралова розробляє перші чоботи на блискавці, з демонстрацією яких категорично не погоджуються начальниця відділу кадрів та партапаратник Мінлегпрому Тихон Кіндратович. Показ в Парижі спочатку не викликає захвату у глядачів, але ідея Аралової з демонстрацією чоботів рятує його. Взуття справляє велике враження не французів, вони пропонують Вірі Іпполітівні створити виробництво у Франції, з чим також категорично не погоджується Тихон Кіндратович. Модель Марина Дунаєва сподобалася французькому мільйонеру Едмону Ротшильду, який кличе її на побачення, а Регіна тим часом випадково зустрілася з Володею. | 52 хв. 31 сек  |
| 7       | Регіна зустрічає Володю, який зізнається їй у коханні і знову хоче бути з нею, але Регіна не пробачає йому від'їзд та розповідає про аборт. Едмон кличе Марину в шлюб, вона погоджується, але про це дізнаються Калерія Кузьмінічна та КДБ, які змушують моделей писати доноси одна на одну. Віра Аралова стає новою художньою керівницею Дому моделей. Лев Барський закохується в Регіну, розлучається заради неї з дружиною та пропонує їй шлюб. Регіна і Володя дізнаються про смерть Августи Леонтьєвни. Володимир вибачається перед Регіною та просить її залишитися з ним, але вона просить його більше не бачитися. | 55 хв. 2 сек.  |
| 8       | Регіна пропонує Леву народити дитину, але він дає дружині зрозуміти, що Королева і пелюшки — поняття несумісні. Віра Іпполітівна дізнається, що у Франції продають чоботи, автором ідеї яких є вона. Через це вона свариться з Тихоном Кіндратовичем, і той її звільняє. У Домі моделей з'являються нові молоді моделі, до однієї з яких Валя Юдіна приревнувала свого коханого та вирішила помститися конкурентці, але у пакостях звинуватили Регіну. Тим часом Регіна отримує анонімну записку, з якої дізнається, що її чоловік їй зраджує. Едмон Ротшильд не може забути Марину і приїжджає за нею в Москву, про що дізнається слідчий КДБ і викликає дівчину на допит, де ґвалтуває її, після чого вона на очах Регіни скоює самогубство, стрибаючи з мосту. Моделі тим часом приїжджають на показ в Самарканд, де перед красою Регіни не може встояти сам Усманов. Але не тільки йому сподобалася Королева. | 56 хв. 9 сек.  |
| 9       | Після розставання з Льончиком Валя починає зловживати спиртним. Регіна не може пробачити зраду чоловіка. КДБ ловить Лева з іноземною валютою. Регіна сподобалася британському дипломату Генрі Аттвуду, слідчий КДБ вирішує скористатися цим у власних цілях: він радить Леву помиритися з Регіною і попросити її зустрічатися з Генрі, а після кожної зустрічі писати на нього доноси. Регіна в той час знайомиться з модельєром Славком Зайцевим, який знайомить її з П'єром Карденом. Лев вибачається перед Регіною та пропонує їй почати все спочатку, навіть погоджується народити дитину, а пізніше розповідає їй про вимоги КДБ. Чи погодиться Регіна зустрічатися з Генрі заради коханого? З в'язниці вийшла матір Регіни та відшукала доньку, але як відреагує Регіна на таку несподівану зустріч? | 53 хв. 54 сек. |
| 10      | Регіна хоче поїхати до матері та поговорити з нею, вибачитися за те, що втекла, коли вони зустрілися після тривалої розлуки, але дізнається, що мати померла наступного дня після їхньої зустрічі. Регіна вибачається перед матір'ю на цвинтарі. Також вона розповідає Леву всю правду про себе — про своє справжнє ім'я, про матір, яка 11 років сиділа у в'язниці, про те, як Регіна вбила батька. Лева можуть посадити у в'язницю, аби цього не сталося, Регіна готова робити все, що вимагає КДБ, навіть спати з Аттвудом, якщо це допоможе. Вона не уявляє, як після такого зможе жити з Левом, але той запевняє її, що в їхніх стосунках нічого не зміниться. А для того, щоб дружина була спокійна, він дає їй заспокійливі. Психічне самопочуття Регіни залишає бажати кращого: їй сняться жахіття, примарюються обличчя померлої Марини та матері. Регіна випадково зустрічає Володю і розповідає йому про КДБ та Генрі, про те, як вона втомилася від цих зустрічей, а Аттвуд в Москві аж на 3 роки. Володя обіцяє владнати це питання, і справді, за деякий час повідомляє Регіні, що їй більше не потрібно ні з ким зустрічатися. А Лев тим часом нібито охолов до дружини. Регіна дізнається, що вагітна. Гінекологиня радить їй лягти на збереження, але запевняє, що це звичайна практика і боятися нічого. Щаслива Регіна розповідає про все Барському, але той не вірить, що дитина від нього, вважаючи, що дружина «спить з усіма». | 53 хв. 34 сек. |
| 11      | Лев не приймає вагітність Регіни і вважає, що дитина не від нього. Він ставить дружині ультиматум: або вона робить аборт, або вони розлучаються. На фоні стресу в неї відбувається викидень. У неї починається депресія, сняться жахіття. До всього ще й Лев подає на розлучення. На фоні нервового виснаження та регулярного прийому психотропних препаратів Регіна намагається вкоротити собі віку, порізавши вени. Вона потрапляє до психлікарні. У ЦДМО ніхто не знає про те, що з нею сталося, окрім художниці-модельєрки Наді, яка обіцяє нікому нічого не розповідати. Володя забирає Регіну з лікарні. Вона розлучається з Левом та повертається на роботу. Одночасно Володя пропонує їй переїхати до нього в Ленінград, на що вона погоджується. | 52 хв. 55 сек. |
| 12      | Регіна переїжджає до Володі в Ленінград, присвячуючи себе сімейному життю. Щоправда, їй ніяк не вдається завагітніти. ЦДМО організовує вечірку на честь Нового року, на яку запрошують Регіну з Володею. Вона розуміє, що хоче повернутися на роботу, але коханий не підтримує цю ідею. До того ж, Регіна дізнається, що безплідна, а отже не бачить сенсу далі жити з Володею, адже він так хотів дітей. Черговим ударом для Регіни стає випадкова зустріч із Левом та його сином. Її продовжуть мучити галюцинації у вигляді її покійної матері, і після чергового нервово зриву вона знову опиняється в психіатричній лікарні. Після виписки вона намагається повернутися на роботу моделлю, але в ЦДМО вже нові молоді красуні, і колись Королеву Регіну Барську беруть туди прибиральницею. Галюцинації не залишають Регіну, але єдине, що не дає їй остаточно збожеволіти, це обіцянка дочекатися Володю — він пообіцяв їй, що після чергового відрядження залишить службу і вони будуть разом. Але коли коханий гине за кордоном, більше нічого не тримає жінку на цьому світі: вона робить зачіску, макіяж, надягає сукню, яку їй колись подарувала Августа Леонтьєвна, та закінчує життя самогубством. | 52 хв. 34 сек. |

## Нагороди та номінації
| Церемонія                                                                  | Рік  | Номінація                           | Результат |
| -------------------------------------------------------------------------- | ---- | ----------------------------------- | --------- |
| 49 US International Film & Video Festival (США)                            | 2016 | Кращий серіал                       | Перемога  |
| Національна премія «Телетріумф 2016» (Україна)                             | 2016 | Кращий телевізійний художній серіал | Номінація |
| Міжнародний кінофестиваль «17 миттєвостей» ім. В'ячеслава Тихонова (Росія) | 2017 | Кращий серіал                       | Перемога  |